# Петровское (Краснокутский район)
Петровское (укр. Петрівське), село,
Качаловский сельский совет,
Краснокутский район,
Харьковская область.
Код КОАТУУ — 6323581708. Население по переписи 2001 года составляет 125 (71/54 м/ж) человек.

## Географическое положение
Село Петровское находится на левом берегу реки Мерла,
ниже по течению на расстоянии в 1 км расположено село Павлюковка,
на противоположном берегу расположен пгт Краснокутск.
Село окружено большим лесным массивом (сосна).

## Название
Село было названо в честь святого апостола Петра(?)
Похожие названия приводили к путанице, так как в одной Харьковской области рядом могли оказаться сёла с одинаковыми названиями: в одной Харьковской области находились в 2016 году девять Петровских: Петровское (Балаклейский район), Петровское (Двуречанский район), Петровское (Кегичёвский район), Петровское (Краснокутский район), Петровское (Близнюковский район), Петровское (Волчанский район), Петровское (Зачепиловский район), Петровское (Лозовской район), Петровское (Чугуевский район).
На территории УССР находились 69 населённых пунктов с названием Петровское.

## История
- 1750 — дата основания.

## Объекты социальной сферы
- Краснокутский детский дошкольный дом.

## Религия
- Часовня Николая Чудотворца [2].